# Björneborgarnas marsch
Björneborgarnas marsch, även känd som Schwedischer Kriegsmarsch,(finska: Porilaisten marssi) är en svensk militärmarsch från 1700-talet av en okänd kompositör. Idag används marschen främst i Finland och är sedan 1918 det finska försvarets paradmarsch. I Finland framförs den framför allt i militära och andra högtidliga sammanhang, som exempelvis vid finska presidentens festceremonier och vid utlysandet av julfriden i Åbo. Marschen spelas också för att hedra finländsk guldmedalj i olympiska spelen.

## Dikten
Till denna musik skrev den finlandssvenske skalden Johan Ludvig Runeberg en text (med dåtida stavning: Björneborgarnes marsch) som ingår som den andra dikten i andra samlingen av Fänrik Ståls sägner. Den finlandssvenske skalden Zacharias Topelius har berättat om dess tillkomst. Benämningen "Björneborgarna" avser soldater ur Björneborgs regemente.
Första versen lyder på svenska:
Söner av ett folk, som blött

på Narvas hed, på Polens sand,

på Leipzigs slätter, Lützens kullar.

Än har Finlands kraft ej dött.

Än kan med oväns blod ett fält här färgas rött.

Bort, bort vila, rast och fred!

En storm är lös, det ljungar eld,

och fältkanonens åska rullar.

Framåt, framåt led vid led!

På tappre män se tappre fäders andar ned.

|| Ädlaste mål

oss lyser på vår bana,

skarpt är vårt stål,

och blöda är vår vana.

Alla, alla käckt framåt!

Här är vår sekelgamla frihets sköna stråt. ||

|| Lys högt, du segersälla fana,

sliten av strider sen en grånad forntids dar.

Fram, fram vårt ädla, härjade standar!

Än finns en flik med Finlands gamla färger kvar. ||

## I populärkulturen
Björneborgarnas marsch har en central roll i romanen Samhällsbärarna av Leif GW Persson och så även i långfilmen I lagens namn som är baserad på boken.